# Litoria ollauro
Espèce
Statut de conservation UICN

 DD  : Données insuffisantes
Litoria ollauro est une espèce d'amphibiens de la famille des Pelodryadidae.

## Répartition
Cette espèce est endémique de la province de la baie Milne en Papouasie-Nouvelle-Guinée. Elle se rencontre aux environs d'Agaun à 1 200 m d'altitude dans l'Est de la chaîne Owen Stanley,.

## Publication originale
- Menzies, 1993 : Systematics of Litoria-Iris (Anura, Hylidae) and Its Allies in New-Guinea and a Note on Sexual Dimorphism in the Group. Australian Journal of Zoology, vol. 41, no 3, p. 225-255.